# Якушева, Марина Александровна
Марина Александровна Якушева (род. 19 июня 1974 года) — российская бадминтонистка.

## Карьера
Трёхкратная (1993, 1996, 2000) чемпионка России в одиночном разряде, трёхкратная (1995, 1996, 2004) чемпионка в парном разряде, семикратная (1995, 1996, 2000, 2002 2003, 2004, 2005, 2006) чемпионка в смешанном разряде.
Серебряный призёр чемпионата Европы 1996 года в одиночном разряде. Бронзовый призёр чемпионата Европы 2000 года в парном разряде.
Участница Олимпийских игр 1996, 2000 и 2004 годов.
Выпускница ГЦОЛИФК.